# Aarle-Rixtel
Aarle-Rixtel è un'ex-municipalità dei Paesi Bassi situata nella provincia del Brabante Settentrionale. Soppressa nel 1997, il suo territorio, assieme a quello delle ex-municipalità di Beek en Donk e Lieshout, è andato a formare la nuova municipalità di Laarbeek.